# Фест, Лоренц
Лоренц Фест (Lorenz Chrysanth von Vest; 1776—1840) — австрийский ботаник.
Образование получил в Клагенфурте, затем посещал гимназию в Зальцбурге. Изучение медицины начал в Вене и продолжил в Фрайбурге, где получил докторскую степень. По желанию эрцгерцога Иоганна стал профессором медицины и ботаники в основанном университете в Граце.

## Эпонимы
В честь Феста был назван род растений Vestia Willd. семейства Паслёновые (Solanaceae).

## Труды
- «Manuale botanicum inserviens excursionibus botanicis, sistens stirpes totius Germaniae phanerogamas» (Клагенфурт, 1805),
- «Anleitung zum gründlichen Studium der Botanik» (Вена, 1818),
- «Versuch einer systematischen Zusammenstellung der in Steyermark cultivirten Weinreben» (Грац, 1826).